# Tomoyuki Kawabata
Tomoyuki Kawabata (Japans: 河端 朋之; 7 februari 1985) is een Japans voormalig baanwielrenner.

## Carrière
Tijdens de Aziatische Spelen van 2014 won Kawabata een zilveren medaille op de sprint en een bronzen medaille op de teamsprint. Hij won op de Aziatische kampioenschappen baanwielrennen de sprint in 2015 en de keirin in 2018. In 2018 behaalde hij ook een tweede plaats op de keirin tijdens de Wereldkampioenschappen baanwielrennen. Tussen 2013 en 2020 nam hij in totaal zevenmaal deel aan de WK.

## Palmares
| Jaar | JK                           | AK                                     | WK                        | Overig                                   |
| ---- | ---------------------------- | -------------------------------------- | ------------------------- | ---------------------------------------- |
| 2012 | keirin · sprint · teamsprint |                                        |                           |                                          |
| 2013 | keirin                       |                                        | 24e sprint                |                                          |
| 2014 | sprint                       |                                        | 11e teamsprint 27e sprint | Aziatische Spelen: · sprint · teamsprint |
| 2015 |                              | sprint                                 | 30e sprint                |                                          |
| 2016 | keirin                       | 8e sprint                              |                           |                                          |
| 2017 |                              | sprint · teamsprint                    | 13e keirin 31e sprint     |                                          |
| 2018 |                              | keirin · teamsprint                    | keirin · 23e sprint       |                                          |
| 2019 | sprint · keirin              | januari · keirin · oktober · 7e keirin | 16e keirin                |                                          |
| 2020 |                              |                                        | 13e keirin                |                                          |